# Frederik Willem Reinhard Wttewaall
Frederik Willem Reinhard Wttewaall ('s-Gravenhage, 25 mei 1880 - Deventer, 6 november 1959) was een Nederlands burgemeester en lid van de familie Wttewaall.
Wttewaall was een telg uit het geslacht Wttewaall en bezocht het gymnasium in Arnhem en studeerde van 1899 tot 1906 rechten aan de Rijksuniversiteit Leiden. Hij trouwde in 1912 in Kassel (Duitsland) met Antoinette Maria Eugenie von Mansbach (1891-1975), geboren te Mansbach en dochter van Karl Gerhard Philipp Adalbert von Mansbach (1850-1922) en de Nederlandse jkvr. Sara Jacoba Cornelia van Rappard (1864-1944), met wie hij geen kinderen kreeg.
Van 1908 tot 1914 werkte Wttewaal voor de Provincie Noord-Holland. In 1914 werd hij benoemd tot burgemeester van Lochem. In 1929 werd hij burgemeester van Deventer.
In Lochem is de Burgemeester Wttewaallweg naar hem genoemd.